# Helene Schwarz
Helene Schwarz (* 13. Februar 1927 in Berlin; † 10. Mai 2021) war eine deutsche Sekretärin an der Deutschen Film- und Fernsehakademie (DFFB), Schatzmeisterin des Fördervereins und Studienberaterin.

## Leben
Helene Schwarz ist die Tochter eines Berliner Gastwirts. Ihre Kindheit verbrachte sie in Berlin; das Ende des Zweiten Weltkriegs erlebte sie in Onstmettingen. Sie brach später ihre Ausbildung zur Abteilungsleiterin im Westend-Krankenhaus ab und begann 1966 ihre Arbeit an der DFFB, zunächst als Sachbearbeiterin für Studienangelegenheiten. Später wurde sie Assistentin des Studienleiters. Während dieser Tätigkeit hatte sie auch kleinere Nebenrollen im Filmgeschäft, so in Zischke (1985) von Martin Theo Krieger und in Die Drehtür (1997) von Anne Høegh Krohn. Das Angebot, selbst Studienleiterin zu werden, lehnte Schwarz ab. Zusammen mit Malte Ludin bearbeitete sie die 1981 von der DFFB herausgegebene Veröffentlichung Nüchtern in die 80er Jahre. Berichte zur Lage des Filmnachwuchses von Absolventen der Deutschen Film- und Fernsehakademie Berlin.  
Für ihre Tätigkeit als Sekretärin der DFFB, auch noch im hohen Alter, wurde sie 2005 mit der Berlinale Kamera ausgezeichnet. Rosa von Praunheim, der sie als seine „Ersatzmutter“ bezeichnet, dokumentierte Schwarz von 2002 bis 2005 im Dokumentarfilm Wer ist Helene Schwarz? (2005).  Beim Berliner Filmfestival 2010 wurde sie mit dem First Steps Ehrenpreis ausgezeichnet. Sie gilt als die „Seele der Deutschen Film- und Fernsehakademie“ und als „Muse des deutschen Films“.
Schwarz ist Namensgeberin des Helene-Schwarz-Cafés im Filmhaus Berlin und des Helene-Schwarz-Preises.

## Helene-Schwarz-Preis
Der Helene-Schwarz-Preis wird seit 2006 alle zwei Jahre von der DFFB für herausragende Filmproduktionen verliehen. Er wurde aus Anlass des 40-jährigen Bestehens der DFFB ins Leben gerufen.
- 2006: Maximilian Erlenwein für Blackout[10]
- 2008: Grzegorz Muskala für Mein Vater schläft, David Nawrath für Was bleibt[11]
- 2010: 1. Preis: Mariejosephin Schneider für Jessi, 2. Preis: Roberto Anjari-Rossi für Das Wolfskind[12]
- 2012: Teboho Edkins für Gangster Project